# Ciclostrada Bruino-Pinerolo
La ciclostrada Bruino-Pinerolo è il percorso ciclabile che collega Pinerolo a Bruino passando per Piossasco; lunga 24,3 km, si sviluppa in parte su pista ciclabile dedicata, ed in parte su strade a basso traffico. La prima parte, da Pinerolo a Cumiana, è stata realizzata nel 2008, per una lunghezza di 3 km. Successivamente il percorso completo da Pinerolo a Bruino è stato inserito nel piano ciclabile della Provincia di Torino nel 2009 con la sigla P10. Attualmente (novembre 2021) il percorso è da completare o in via di completamento presso il centro abitato di Piossasco e quello di Bruino.
A Pinerolo la pista si raccorda con quelle del Pinerolese e a Bruino con la ciclopista del Sangone.